# Astreo
Astreo (in greco antico: Ἀστραῖος?, Astràios, "stellato") è un personaggio della mitologia greca, un titano figlio di Crio ed Euribia.

## Genealogia
Fratello di Perse e Pallante, da lui e dalla moglie Eos (l'aurora) nacquero le stelle ed i tre venti del mediterraneo (Borea il vento del nord, Austro il vento del sud, e Zefiro, il vento dell'ovest). I  venti greci erano tradizionalmente tre e solo nell'Odissea di Omero si ritrova il quarto (l'Euro).
Alla coppia viene anche attribuita la paternità degli Astra Planeta, cioè i pianeti visibili ad occhio nudo quando riflettono la luce del sole: Mercurio (Hermes, Ερμής), Venere (Afrodite, Αφροδίτη), Marte (Ares, Άρης), Giove (Zeus, Δίας) e Saturno (Crono, Κρόνος).
Ad Astreo ed Eos viene anche fatta discendere la figlia Astrea che era la dea della costellazione della Vergine ed Apeliote, anch'esso un vento dell'est.
Infine le stelle, a loro attribuite, tra cui Fosforo ed Espero.

## Mitologia
Astreo era il titano delle stelle e dei pianeti, dell'astrologia e del crepuscolo (inteso come l'attimo intercorrente tra la scomparsa della luce solare e l'arrivo della luce degli astri nel buio notturno).
Viene nominato nelle Dionisiache di Nonno di Panopoli come dio delle profezie e degli oroscopi, dal quale si reca Demetra per conoscere il destino della figlia Persefone.